# Sophie Charlotte
Sophie Charlotte Wolf da Silva (ur. 29 kwietnia 1989, w Hamburgu) – niemiecko-brazylijska aktorka filmowa i telewizyjna, tancerka i modelka. 

## Wybrana filmografia

### Seriale TV
- 2004: Trening (Malhação) jako student trzeciego roku
- 2005: Trening (Malhação) jako Azaléia
- 2006: Sítio do Pica-pau Amarelo jako Kopciuszek
- 2006: Strony życia (Páginas da Vida) jako Joyce
- 2007–2009: Trening (Malhação) jako Angelina Maciel
- 2009: Uwielbiam akwarele (Caras & Bocas) jako Vanessa Barros Ferreira
- 2010: Ti Ti Ti jako Stefany Oliveira
- 2011: Drobny druk (Fina Estampa) jako Maria Amália Pereira da Silva
- 2012: Brazylijski (As Brasileiras) jako Esplendor
- 2013: Dobra krew (Sangue Bom) jako Amora Campana
- 2014: Doce de Mãe jako Ritinha
- 2014: O Rebu jako Maria Eduarda Mahler
- 2015: Babylon (Babilônia) jako Alice Junqueira
- 2017: Dni były takie (Os Dias eram Assim) jako Alice Sampaio Pereira
- 2018: Żelazna Wyspa (Ilha de Ferro) jako Leona
- 2020: Wszystkie Kobiety Świata (Todas As Mulheres do Mundo) jako Maria Alice

### Filmy fabularne
- 2013: Serra Pelada jako Tereza
- 2016: Legenda to głosi (Reza a Lenda) jako Severina
- 2016: Barata Ribeiro, 716 jako Gilda
- 2016: Tamo Junto jako Júlia
- 2017: Wspaniały 8 (Os 8 Magníficos) jako Siebie
- 2020: Żółte zwierzę (Um Animal Amarelo) jako Sofia